# Tokio Hotel TV – Caught on Camera
Tokio Hotel TV – Caught On Camera est le 4e DVD du groupe allemand Tokio Hotel. Il est sorti le 5 décembre 2008 dans toute l'Europe. Il se compose de deux parties. DVD 1 : Passé - Le meilleur de Tokio Hotel TV ! (The History) et le DVD 2 : Futur - En route vers le nouvel album ! (The Future).

## DVD 1: Passé - Le meilleur de Tokio Hotel TV!
De YouTube au poste de télévision ! Tokio Hotel confortablement installés dans leur canapé et le meilleur des épisodes diffusés sur Tokio Hotel TV ! Bill, Tom, Gustav et Georg passent en revue et commentent les meilleurs moments de l'année qui est en train de s'écouler et l'agrémentent d'un bon nombre d'images non censurées et exclusives ! 
Le groupe commente la plupart des scènes. Un bout de chemin avec Tokio Hotel via ce documentaire réalisé sur la route avec le groupe et qui découvre tout ce qui s'est passé dans leur carrière !
On peut également suivre l'angoisse et le suspense qui appartiennent au groupe lors des EMA's (récompenses musicales) !
En prime anecdotes croustillantes, interview dans les nuages, karting, et séance de shopping aux États-Unis avec Bill !

## DVD 2: Futur - En route vers le nouvel album!
Tokio Hotel partage leurs futurs plans relatifs à leur prochain album via une longue interview filmée exclusivement réalisée pour ce DVD. Avec Bill en train de faire des prises de voix en studio et les secrets sur ce nouvel album à venir, comment certaines idées se transforment en mélodies, puis chansons.
Et ce que fait le groupe lors de son temps libre : match de paintball, courses de Quad dans le Nevada, Karting, etc.

## Les 3 versions
3 versions sont disponibles à la sortie : 

### Édition Standard
DVD 1 : History - The very best of Tokio Hotel TV (Passé, le meilleur de Tokio Hotel TV) + Livret photos de 8 pages

### Édition Deluxe Limitée
DVD 1 : History - The very best of Tokio Hotel TV (Passé, le meilleur de Tokio Hotel TV) 
+ DVD 2 : Future - The road to the new Album - Futur - En route vers le nouvel album ! 
+ poster exclusif 
+ livret de 24 pages avec de nouvelles photos !

### Édition Fan Pack Collector
DVD 1 : History - The very best of Tokio Hotel TV (Passé, le meilleur de Tokio Hotel TV) 
+ DVD 2 : Future - The road to the new Album - Futur - En route vers le nouvel album ! 
+ poster exclusif 
+ livret de 24 pages avec de nouvelles photos inédites ! 
+ 1 nouveau T-shirt 

## Sortie
| Pays       | Date de Sortie  |
| ---------- | --------------- |
| Allemagne  | 5 décembre 2008 |
| France     | 5 décembre 2008 |
| Italie     | 5 décembre 2008 |
| États-Unis | 8 décembre 2008 |
| Canada     | 8 décembre 2008 |
| Europe     | 8 décembre 2008 |

## Charts
| Année | DVD                               | Meilleure position dans les charts | Meilleure position dans les charts | Meilleure position dans les charts | Meilleure position dans les charts | Meilleure position dans les charts | Meilleure position dans les charts | Meilleure position dans les charts | Meilleure position dans les charts | Meilleure position dans les charts | Meilleure position dans les charts | Meilleure position dans les charts | Meilleure position dans les charts | Meilleure position dans les charts | Meilleure position dans les charts | Meilleure position dans les charts | Meilleure position dans les charts |
| Année | DVD                               | FR                                 | BE                                 | SUI                                | ALL                                | POR                                | IT                                 | AUT                                | NO                                 | CRO                                | DA                                 | ES                                 | P.B.                               | FI                                 | SUE                                | CA                                 | É.U.                               |
| ----- | --------------------------------- | ---------------------------------- | ---------------------------------- | ---------------------------------- | ---------------------------------- | ---------------------------------- | ---------------------------------- | ---------------------------------- | ---------------------------------- | ---------------------------------- | ---------------------------------- | ---------------------------------- | ---------------------------------- | ---------------------------------- | ---------------------------------- | ---------------------------------- | ---------------------------------- |
| 2008  | Tokio Hotel TV - Caught On Camera | 2                                  | 2                                  | 3                                  | 2                                  | 1                                  | 1                                  | 5                                  | 1                                  | 1                                  | 6                                  | 2                                  | 3                                  | 2                                  | 3                                  | 14                                 | 6                                  |

## Certifications
- France : 2x  Platine
- Belgique :
- Suisse :
- Allemagne :
- Portugal :  Or
- Italie :  Or
- Autriche :
- Norvège :  Diamant
- Croatie : 3x  Or
- Danemark :
- Espagne :
- Pays-Bas :
- Finlande :
- Suède :
- Canada :
- États-Unis :  Argent